# Ferdinand von Miltner
Ferdinand Miltner, devenu chevalier von Miltner depuis 1901, né le 5 juillet 1856 à Fürth et mort le 18 juin 1920 à Munich, est un juriste et homme politique bavarois, de tendance conservatrice-libérale.
De 1902 à 1912, il est ministre de la Justice en Bavière, dans les cabinets des ministres-présidents Friedrich Krafft von Crailsheim, puis Clemens von Podewils-Dürniz.

## Biographie

### Origines et formation
Ferdinand von Miltner, né à Fürth en 1856, près de Nuremberg, est le fils de Joseph Theodor, conseiller du tribunal supérieur régional, et de Klothilde Murr. Il fréquente d'abord le lycée de Bamberg, où il réussit son Abitur en 1874, puis il fréquente le Theresianum de Munich durant deux trimestres en vue de devenir ingénieur. Ensuite, jusqu'en 1879, il étudie le droit à l'université Louis-et-Maximilien de Munich et à l'université de Wurtzbourg et devient membre du Corps Suevia de l'université de Munich en 1875.

### Carrière
Après avoir réussi les examens, il entre au service judiciaire bavarois et travaille successivement au tribunal de district de Bamberg, en 1883 au ministère bavarois de la Justice, en 1885 comme juge de district et en 1890 comme procureur à Munich. En 1888, il est élu premier président de la nouvelle Association du corps étudiant (VAC).  
En 1883, il épouse Marie Ohlmüller. En 1898, il est appelé à Leipzig en tant que membre de la cour impériale de justice. De 1902 à 1912, il est ministre bavarois de la Justice sous les gouvernements de Friedrich Krafft von Crailsheim (1902-1903), puis de Clemens von Podewils-Dürniz (1903-1912). Il est considéré comme un représentant du conservatisme libéral.
En 1914, il devient rédacteur en chef de la Revue de droit allemand de Leipzig (Leipziger Zeitschrift für deutsches Recht).
Miltner a été conseiller impérial de la couronne de Bavière tout au long de sa vie. En 1901, il se voit confier le titre de commandeur de l'ordre du mérite civil de la Couronne de Bavière. Cette distinction est liée à l'élévation à la noblesse personnelle et il est désormais autorisé à s'appeler Ritter von Miltner après avoir été inscrit au registre de la noblesse. En 1911, il reçoit la Grand-Croix de cet ordre. Depuis 1913, Miltner est également titulaire de la grand-Croix de l'ordre de l'ordre du Mérite de Saint-Michel. En 1909, il reçoit un Doctorat honoris causa décerné par l'université de Leipzig.

### Mort
Ferdinand von Miltner meurt, à l'âge de 63 ans, le 18 juin 1920 à Munich.

## Honneurs
- Grand-croix de l'ordre du mérite civil de la Couronne de Bavière (1911).
- Grand-croix de l'Ordre de Saint-Michel (Bavière) (1913).